# Grande rivoluzione siriana
La grande rivoluzione siriana del 1925-1927 (in arabo الثورة السورية الكبرى‎?) o rivoluzione del 1925 fu una rivolta generale nello Stato di Siria e nel Grande Libano durante il periodo dal 1925 al 1927. Le principali forze ribelli comprendevano combattenti dello Stato del Gebel Druso  nella Siria meridionale, a cui si unirono le fazioni sunnita, drusa, alauita e cristiana. L'obiettivo comune era porre fine al dominio francese nelle regioni del nuovo mandato, passate dall'amministrazione turca a quella francese dopo la prima guerra mondiale.
Questa rivoluzione arrivò in risposta alle politiche repressive perseguite dalle autorità francesi sotto il mandato della Siria e del Libano, che divise la Siria in diversi territori occupati. La nuova amministrazione francese era percepita come prevenuta nei confronti della cultura araba dominante e con l'intenzione di cambiare il carattere esistente del paese. Inoltre, il risentimento venne causato dal rifiuto delle autorità francesi di fissare un calendario per l'indipendenza della Siria.
Questa rivoluzione fu un'estensione delle rivolte siriane che erano iniziate quando le forze coloniali francesi occuparono le regioni costiere all'inizio del 1920 e continuarono fino alla fine di giugno 1927. Mentre l'esercito francese e i collaboratori locali riuscirono ad ottenere la vittoria militare, l'ampia resistenza siriana costrinse le autorità di occupazione ad istituire un governo della Siria, sotto il quale i territori divisi fossero riuniti. Inoltre si tennero le elezioni parlamentari come passo preliminare verso la partenza definitiva dei francesi dalla Siria nel 1946.

## La regione araba dopo la prima guerra mondiale

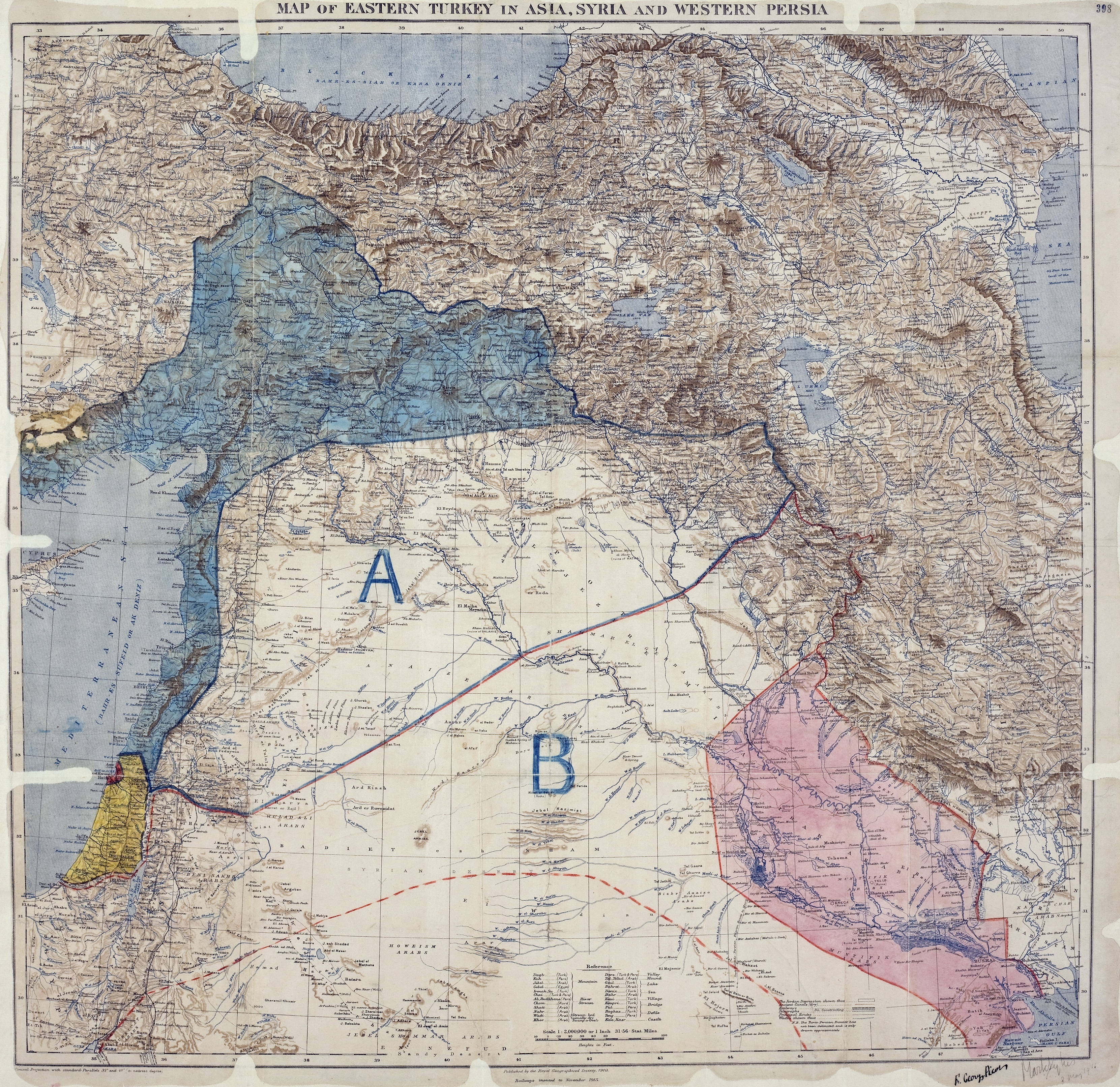
Mappa firmata da Sykes e Picot

La prima guerra mondiale portò al crollo o alla dissoluzione degli imperi russo, austro-ungarico, tedesco ed ottomano, l'ultimo di cui la Siria aveva fatto parte per secoli. Il crollo dell'Impero ottomano incoraggiò il Regno Unito e la Francia a condividere la sua eredità creando un nuovo concetto coloniale noto come mandato.
L'idea principale era che gli ex possedimenti geografici degli stati crollati scomparsi alla fine della prima guerra mondiale sarebbero stati posti sotto la supervisione della Società delle Nazioni; in pratica questo si applicava alle colonie tedesche in Africa e a quelle regioni dell'Impero ottomano non mantenute dalla Turchia.
Sulla base di ciò, la Francia assunse la Siria e il Libano, mentre il Regno Unito prese l'Iraq e la Palestina mandataria, e questi paesi vennero posti sotto la tutela diretta di questi due paesi con un mandato ufficiale dalla Società delle Nazioni, con il compito di assicurare a questi nuovi Paesi i mezzi necessari per consentire loro di raggiungere un grado sufficiente di coscienza politica e sviluppo economico che li abilitasse all'indipendenza e alla sovranità. Nell'attuazione di questi piani, nell'ottobre 1915 si svolsero negoziati tra Francia e Regno Unito sulla determinazione delle sfere d'influenza di entrambi i paesi in caso di spartizione dell'Impero ottomano. L'accordo segreto sull'argomento venne chiamato accordo Sykes-Picot dai nomi dei due negoziatori, il britannico Mark Sykes ed il francese François Georges-Picot.
Nel frattempo, dal 1915 era in corso la corrispondenza tra Sir Henry McMahon ed Husayn bin Ali, lo Sharif della Mecca nell'Hegiaz, e a seguito dei negoziati tra le due parti, l'Impero britannico presentò un impegno scritto, che includeva il riconoscimento dell'indipendenza degli arabi ed il loro sostegno, e in cambio di questa promessa iniziale, Husayin bin Ali s'impegnò a lanciare un appello per la rivolta araba contro gli ottomani.

### La grande rivolta araba

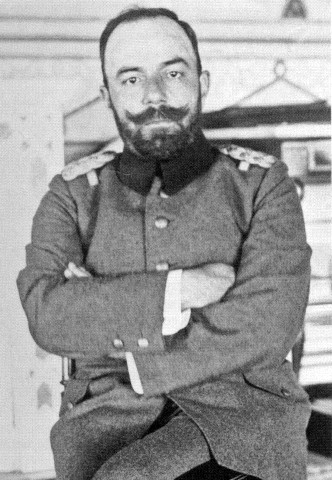
Djemal Pasha

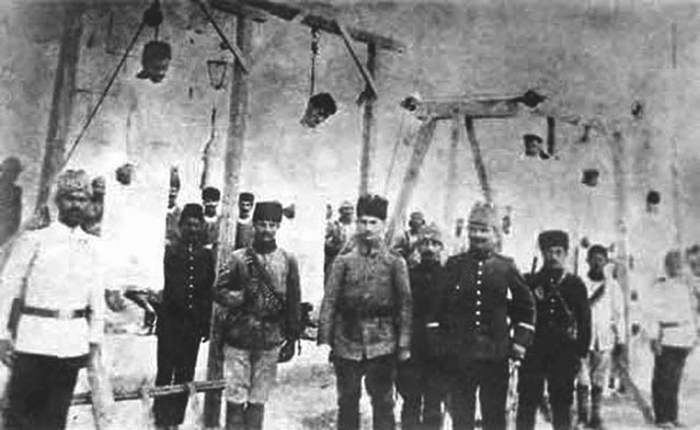
Djemal Pasha, ministro della Marina ottomana, giustizia pubblicamente nazionalisti siriani che sposavano e diffondevano punti di vista anti-ottomani e si agitavano contro la presenza militare ottomana in Siria

Il 6 maggio 1916, Djemal Pasha giustiziò quattordici notabili siriani a Beirut e a Damasco e questo fu il catalizzatore di Husayn bin Ali per iniziare la rivolta araba contro l'Impero ottomano. Lo scopo della rivoluzione, come affermato nella Carta di Damasco e nella corrispondenza Husayn-McMahon, che era basata sulla Carta, era rimuovere l'Impero Ottomano e stabilire uno stato arabo o un'unione di stati arabi tra cui la Penisola arabica, il Najd, l'Hegiaz in particolare e la Grande Siria, eccetto Adana, che era considerata all'interno della Siria nella Carta di Damasco. Per quanto riguardava gli interessi della Gran Bretagna nel sud dell'Iraq, un'area geografica che iniziava a Baghdad e finiva nel Golfo Persico.
Il 10 giugno 1916,  a La Mecca, iniziò la rivolta araba e nel novembre 1916 Husayn bin Ali si dichiarò "re degli arabi", mentre le superpotenze lo riconoscevano solo come re dell'Hegiaz. Aveva 1 500 soldati ed alcuni membri di tribù armati, l'esercito di Hussein bin Ali non aveva cannoni e la Gran Bretagna gliene fornì due che accelerarono la caduta di Gedda e di Ta'if.
Poi andò ad Aqaba, dove alla fine del 1917 iniziò ufficialmente la seconda fase della rivoluzione sostenuta dall'esercito britannico, che occupò Gerusalemme il 9 settembre 1917, e prima della fine dell'anno tutto il Mutasarrifato di Gerusalemme era sotto il dominio britannico.
Nel frattempo, l'esercito di Husayn bin Ali stava aumentando, a loro si unirono duemila soldati armati, guidati da Abd al-Qadir al-Husayni da Gerusalemme. La maggior parte dei membri delle tribù delle aree circostanti si unì alla rivoluzione.
L'Esercito dello Sharif venne formato sotto la guida di Husayn bin Ali e di suo figlio Faysal e comandato indirettamente dall'ufficiale britannico T. E. Lawrence (Lawrence d'Arabia). Esso si diresse verso la Siria e si scontrò con le forze ottomane in una battaglia decisiva vicino a Ma'an. La guerra portò alla quasi distruzione della 7ª e della 2ª Armata ottomana, Ma'an venne liberata il 23 settembre 1918, seguita da Amman il 25 settembre, ed il 26 settembre il governatore ottomano ed i suoi soldati avevano lasciato Damasco per annunciare la fine della Siria ottomana.
L'Esercito dello Sharif entrò a Damasco il 30 settembre 1918, l'8 ottobre l'esercito britannico entrò a Beirut ed il generale Edmund Allenby entrò in Siria ed incontrò l'Esercito dello Sharif a Damasco.
Il 18 ottobre, gli ottomani lasciarono Tripoli ed Homs e il 26 ottobre 1918, l'esercito britannico e quello dello Sharif si diressero a nord finché non incontrarono le ultime forze ottomane sotto il comando del comandante turco Mustafa Kemal Atatürk. Vicino ad Aleppo ebbe luogo una feroce battaglia, in un'area successivamente ribattezzata "la Tomba Inglese". Il 30 ottobre 1918 venne siglato l'Armistizio di Mudros: le forze ottomane si arresero e l'Impero ottomano abbandonò il Levante, l'Iraq, l'Hegiaz, 'Asir e lo Yemen.

### Il regno arabo di Siria

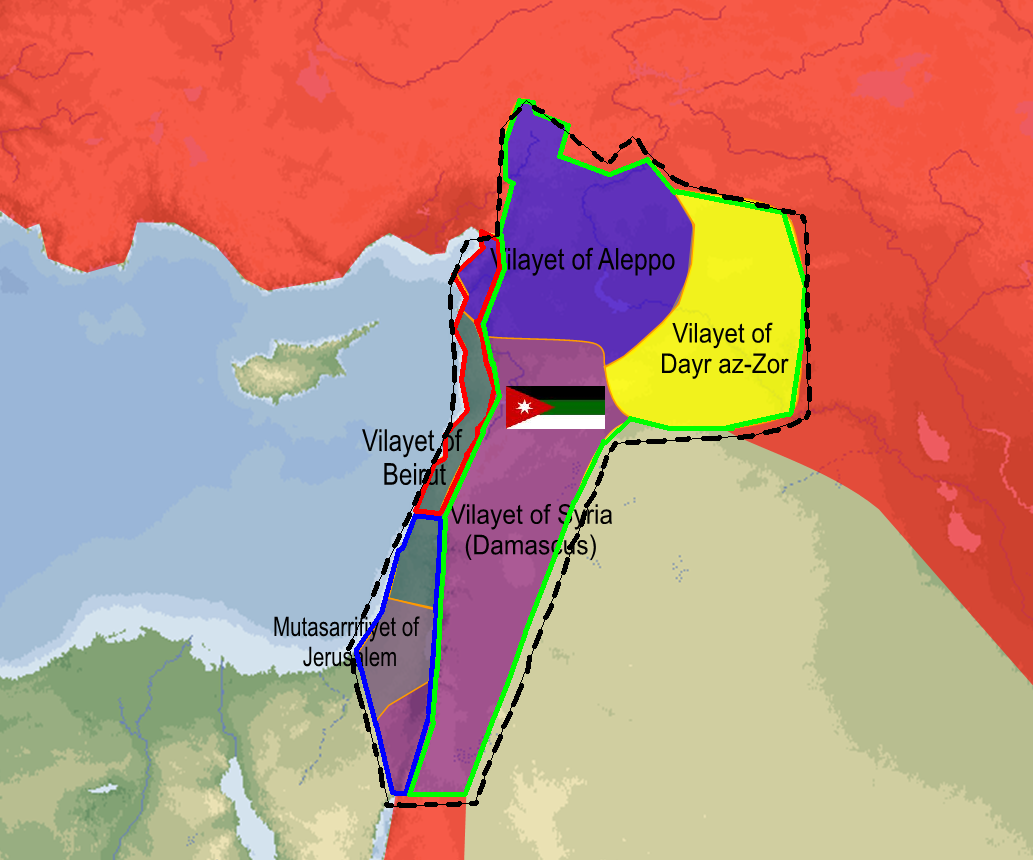
Il Regno Arabo di Siria nel 1918

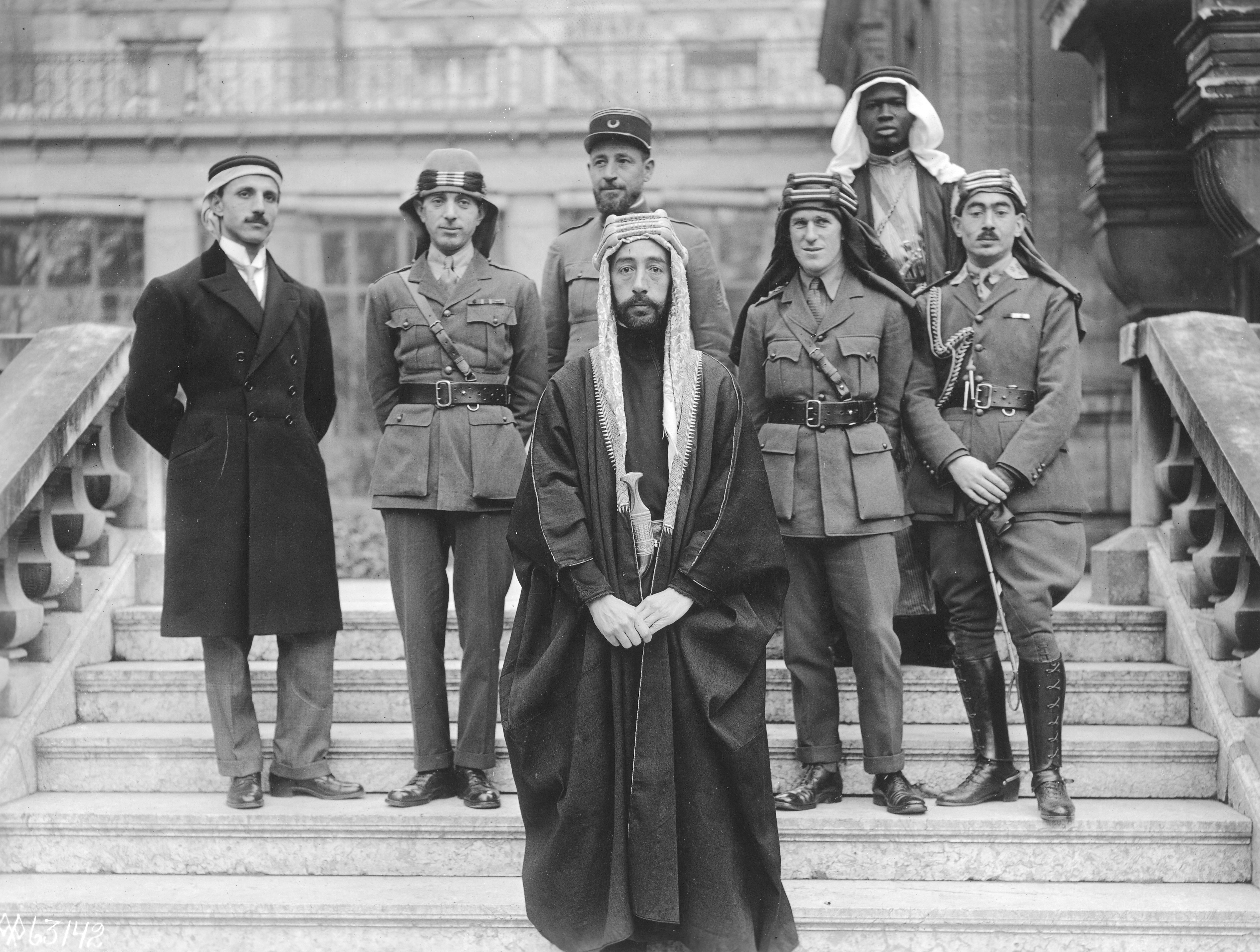
Faysal con T. E. Lawrence e la delegazione Hegiazi alla Conferenza di pace di Parigi (1919-1920)

Dopo la fine del dominio ottomano, il principe Faisal annunciò l'istituzione di un governo arabo a Damasco ed incaricò l'ex ufficiale ottomano a Damasco, Ali Rikabi (Ali Rida Pasha Rikabi) di formarlo e presiederlo come governatore militare.
Comprendeva tre ministri dell'ex Mutasarrifato di Monte Libano, uno di Beirut, uno di Damasco, Sati' al-Husri di Aleppo e il ministro della difesa dell'Iraq. Cercando di insinuare che questo governo rappresentasse la Grande Siria e non fosse solo un governo della Siria locale, il principe Fayal nominò il maggior generale Shukri al-Ayyubi governatore militare di Beirut, Jamil al-Midfa'i governatore di Amman, Abdulhamid al-Shalaji come comandante di Damasco e Ali Jawdat al-Ayyubi come governatore di Aleppo.
Il principe Faysal cercò di costruire un esercito siriano in grado di stabilire sicurezza e stabilità e di preservare l'entità statale da dichiarare. Egli chiese agli inglesi di armare questo esercito, ma essi rifiutarono. Alla fine del 1918 il principe Faysal venne invitato a partecipare alla conferenza di pace di Parigi che si tenne dopo la prima guerra mondiale a Versailles. Egli fece appello sia al governo francese che a quello britannico che, pur collaborando alle sue spalle all'emendamento dell'accordo Sykes-Picot, assicurarono al principe le loro buone intenzioni nei confronti della Siria.
Faysal propose alla conferenza d'istituire tre governi arabi; rispettivamente in Hegiaz, Siria ed Iraq. Tuttavia, gli Stati Uniti proposero il sistema del mandato ed inviarono un comitato referendario, la commissione King-Crane, per valutare i desideri politici del popolo e francesi e britannici accettarono con riluttanza.

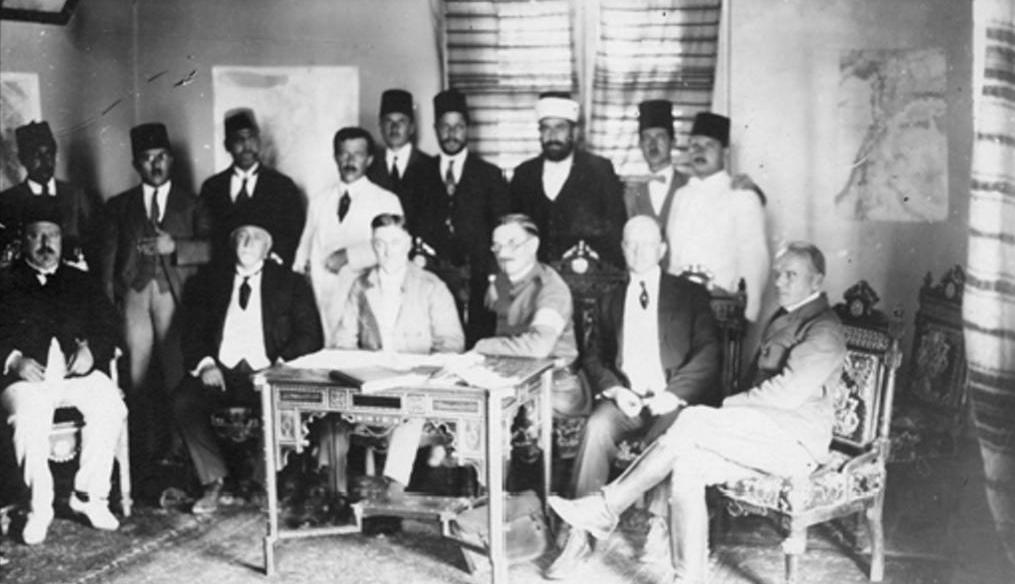
La commissione King-Crane

Prince Faisal returned to Syria on 23 April 1919 in preparation for the visit of the King–Crane Commission, and he appointed Awni Abd al-Hadi to membership of the peace conference. A sizeable meeting was held under Mohammad Fawzi Al-Azm at the Arab Club Hall in Damascus.
Il principe Faysal tenne il discorso di apertura in cui spiegò lo scopo e la natura della commissione King-Crane. La commissione, che durò 42 giorni, visitò 36 città arabe ed ascoltò 1 520 delegazioni di diversi villaggi, tutte chiesero indipendenza e unità. Il 3 luglio 1919, la delegazione della Conferenza siriana incontrò la commissione King-Crane. L'informò della loro richiesta per l'indipendenza della Grande Siria e l'istituzione di una monarchia.
Dopo che la commissione King-Crane concluse il suo lavoro, le sue raccomandazioni affermavano che "il Levante rifiuta il controllo straniero e si propone d'imporre il sistema del mandato sotto la tutela della Società delle Nazioni, poiché gli arabi sono unanimemente d'accordo sul fatto che il principe Faysal dovrebbe essere un re sulle terre arabe senza frammentazione."
La commissione King-Crane consegnò il 28 agosto 1919 il suo rapporto al presidente degli Stati Uniti, Woodrow Wilson, che era malato. Il rapporto venne ignorato dopo che Wilson cambiò posizione a causa dell'opposizione di alti politici statunitensi al Senato, per aver violato la politica isolazionista seguita dagli Stati Uniti dal 1833, che richiedeva il non intervento negli affari dell'Europa e la non interferenza dell'Europa negli affari degli Stati Uniti.
Sotto pressione, il principe Faysal accettò un accordo con la Francia rappresentata dal suo primo ministro Georges Clemenceau, noto come Accordo Faysal-Clemenceau. Tra i più importanti dei suoi articoli:
- Il mandato francese della Siria, mentre il paese mantiene la sua indipendenza interna, la cooperazione della Siria con la Francia sulle relazioni estere e finanziarie e che gli ambasciatori siriani all'estero risiedano all'interno delle ambasciate francesi.
- Riconoscimento dell'indipendenza del Libano sotto la totale tutela francese e confini che avrebbero dovuto essere fissati dagli alleati senza Beirut.
- Organizzazione dei drusi dell'Hawran e del Golan in una federazione all'interno dello stato siriano.

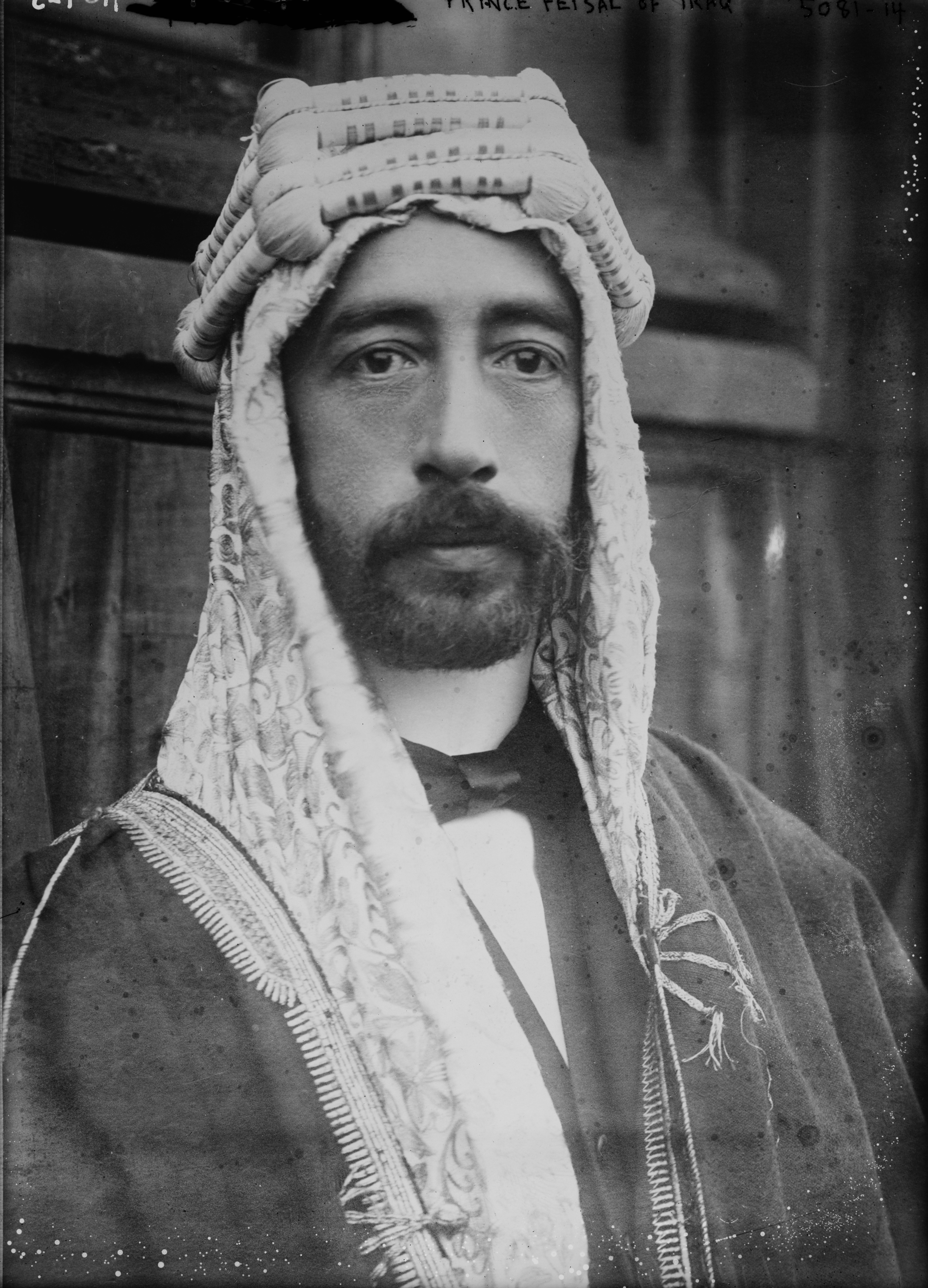
Re Faysal nel 1920

Alla fine di giugno 1919, il principe Faysal convocò il Congresso Nazionale Siriano, che era considerato un parlamento del Levante ed era composto da 85 membri, ma la Francia impedì ad alcuni deputati di venire a Damasco. La conferenza si aprì con la presenza di 69 deputati e tra i più eminenti dei suoi membri:

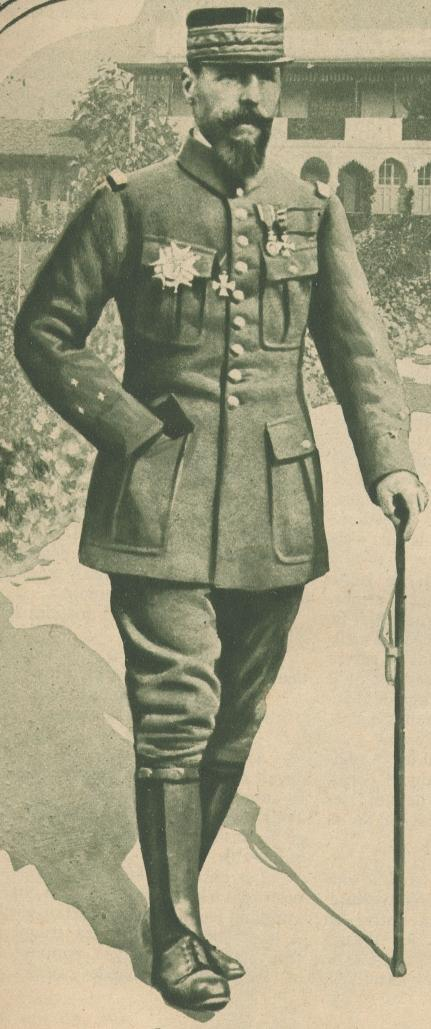
Il generale Henri Gouraud

1. Taj al-Din al-Hasani e Fawzi al-Azm in rappresentanza di Damasco
2. Ibrahim Hananu in rappresentanza del distretto di Harem
3. Saadallah al-Jabiri, Reza Al-Rifai, Mar'i Pasha al-Mallah e il dr. Abdul Rahman Kayali in rappresentanza di Aleppo
4. Fadel Al-Aboud in rappresentanza di Deir ez-Zor e dell'area della valle dell'Eufrate
5. Hikmat al-Hiraki in rappresentanza di Ma'arrat al-Nu'man
6. Abdul Qader Kilani e Khalid Barazi in rappresentanza di Hama
7. Amin Husseini e Aref al-Dajani in rappresentanza di Gerusalemme
8. Salim Ali Salam, Aref Al Nomani, e Jamil Beyhoum in rappresentanza di Beirut
9. Rashid Rida e Tawfiq El Bissar in rappresentanza di Tripoli
10. Said Taliea e Ibrahim Khatib in rappresentanza del Monte Libano

Hashim al-Atassi venne eletto presidente del Congresso Nazionale Siriano, e Mar'i Pasha al-Mallah e Yusuf al-Hakim divennero vicepresidenti. Il Congresso Nazionale Siriano decise di respingere l'accordo Faysal-Clemenceau, chiedendo l'unità e l'indipendenza della Siria, accettando il mandato di Stati Uniti e Gran Bretagna e rifiutando il mandato francese, ma che il concetto di mandato fosse limitato alla sola assistenza tecnica.
Il rapporto tra Faysal e il generale francese Henri Gouraud fu teso, in seguito alla ritirata di Faysal dal suo accordo con i francesi e al suo pregiudizio verso il popolo. Il governo siriano richiese 30 000 uniformi militari per organizzare l'esercito. D'altra parte, in Francia cadde il governo Clemenceau, che venne sostituito dal governo di estrema destra di Alexandre Millerand. Successivamente, la Francia contestò l'accordo e, a metà novembre 1919, le forze armate britanniche iniziarono a ritirarsi dalla Siria dopo un anno di presenza.
L'8 marzo 1920 si tenne a Damasco il Congresso Nazionale Siriano, sotto la guida di Hashim al-Atassi e alla presenza del principe Faysal e di membri del governo. Durò due giorni, con la partecipazione di 120 membri, e prese le seguenti decisioni:
1. L'indipendenza della Siria come paese con i suoi confini naturali.
2. Sua Altezza Reale il Principe Faysal bin Al Hussein era eletto all'unanimità monarca costituzionale del paese.
3. Il sistema politico dello Stato era civile, parlamentare, reale.
4. Nomina di un governo della proprietà civile, in cui Ali Reza Al-Rikabi venne nominato comandante in capo del governo e Yusuf al-Azma ministro della Difesa siriano La lingua ufficiale diventò l'arabo invece del turco in tutte le istituzioni governative, i dipartimenti ufficiali civili e militari e le scuole. Sostituzione della lira ottomana con la sterlina egiziana e successivamente con la lira siriana.
5. Rifiuto della Dichiarazione Balfour sionista per fare della Palestina una casa nazionale per gli i ebrei.
6. Rifiuto della tutela britannica e francese sugli arabi.

Gli Alleati si rifiutarono di riconoscere il nuovo stato e decisero nell'aprile 1920 alla conferenza di Sanremo di dividere il paese in quattro aree in base alle quali la Siria e il Libano sarebbero stati soggetti al mandato francese, l'Emirato di Transgiordania e la Palestina al Mandato britannico della Palestina. Sebbene le coste libanesi e siriane, così come la Palestina, non fossero sotto il dominio militare del Regno Arabo di Siria, poiché gli eserciti alleati erano lì dalla fine della prima guerra mondiale.
Il governo e il Congresso Nazionale Siriano respinsero le decisioni della conferenza di Sanremo e ne informarono gli Stati alleati tra il 13 e il 21 maggio 1920. In Siria si alzavano voci per un'alleanza con Mustafa Kemal Atatürk nella guerra d'indipendenza turca o con la rivoluzione bolscevica in Russia, e si tennero incontri.
Tuttavia, questi incontri non portarono ad un risultato perché Atatürk stava usando i siriani per migliorare i termini dei suoi negoziati con i francesi e gli voltò le spalle. Egli concluse un accordo con la Francia noto come Trattato di Ankara (Accordo Franklin-Bouillon) nel 1921, che includeva una rinuncia dell'autorità di occupazione francese dei territori della Siria settentrionale e il ritiro dell'esercito francese per consegnarli alla Turchia.

### Il mandato francese della Siria
La proclamazione dell'istituzione del Regno Arabo di Siria ebbe implicazioni interne, riflettendo le tensioni sia all'interno della Siria che del Libano. I musulmani avevano attaccato i villaggi cristiani nella Valle della Beqa' in risposta alle dichiarazioni del patriarca maronita Elias Boutros Hoayek e del Consiglio di amministrazione del Monte Libano, che si opponevano al indipendenza del Libano.
Il 5 luglio 1920, Faysal inviò il suo consigliere Nuri al-Said ad incontrare il generale francese, Henri Gouraud, a Beirut. Nuri al-Said tornò a Damasco il 14 luglio 1920 con un documento noto come ultimatum di Gouraud e Faysal ebbe quattro giorni per accettarlo. L'ultimatum comprendeva cinque punti:
1. Accettazione del mandato francese.
2. Adozione della carta moneta emessa dalla Banca di Siria e Libano a Parigi.
3. Approvazione dell'occupazione francese delle stazioni ferroviarie di Rayak, Homs, Aleppo e Hama.
4. Scioglimento dell'esercito siriano e cessazione del reclutamento forzato e dei tentativi di armamento.
5. Punire coloro che erano coinvolti nelle ostilità contro la Francia.

Re Faysal riunì i suoi ministri per discutere la questione, molti di loro concordarono con i termini di Gouraud ed accettarono l'ultimatum. Tuttavia, la posizione del ministro della Difesa, Yusuf al-'Azma, era fortemente contraria all'accettazione dell'ultimatum ed egli cercò, con ogni mezzo, di scoraggiare re Faysal dal rispondere alla minaccia francese di sciogliere l'esercito siriano.
L'accettazione da parte del governo siriano dell'ultimatum del generale Gouraud e l'abbandono dell'idea di resistenza, la smobilitazione dell'esercito siriano e il ritiro dei soldati dal villaggio di Majdel Anjar vennero ritenuti in violazione della decisione del Congresso Nazionale Siriano. L'opinione generale del popolo venne espressa da forti manifestazioni che condannavano l'ultimatum, coloro che l'avevano accettato e l'invio di una lettera da parte di re Faysal a Gouraud per accettare i termini e sciogliere l'esercito.
Le forze armate francesi iniziarono a marciare, guidate dal generale Goabiah (per ordine del generale Gouraud), verso Damasco il 24 luglio 1920, mentre l'esercito siriano di stanza al confine si stava ritirando e sciogliendo, e quando il generale Gouraud venne interrogato su questo fatto, egli rispose che la lettera di Faysal per l'approvazione dei termini dell'ultimatum gli era pervenuta dopo la scadenza.
C'era solo una scelta ed era la resistenza fino alla morte, e questa opinione era guidata dal ministro della Difesa, Yusuf al-'Azma, che lavorò per riunire il resto dell'esercito con centinaia di volontari che avevano scelto questa risoluzione e si erano diretti a resistere alle forze francesi invasori che marciavano verso Damasco.

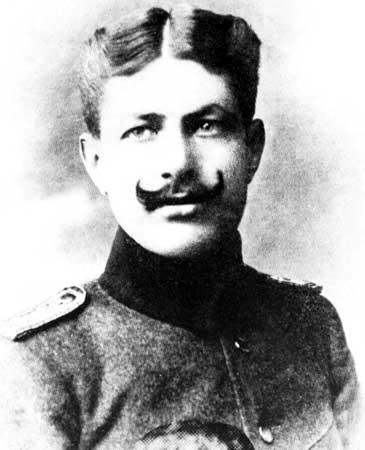
Il ministro della Guerra, Yusuf al-'Azma

Yusuf al-'Azma voleva preservare il prestigio e la dignità della storia militare siriana, aveva paura di registrare nei libri di storia che l'esercito siriano era rimasto lontano dai combattimenti e che l'occupazione militare della sua capitale era avvenuta senza resistenza. Voleva anche informare il popolo siriano che il suo esercito portava fin dal primo momento la bandiera della resistenza contro l'occupazione francese e che sarebbe stato un faro per loro nella loro resistenza contro l'occupazione militare.
Le forze del generale Goabiah consistevano in quanto segue:
1. una brigata di fanteria (415ª)
2. 2º Reggimento tirailleurs algerini
3. una brigata di tirailleurs senegalesi
4. Reggimento spahis marocchinii

Le forze francesi ammontavano a novemila soldati, supportati da molti aerei, carri armati e mitragliatrici, mentre l'esercito siriano non superava i 3 000 soldati, la maggior parte dei quali volontari.
Il 24 luglio 1920 iniziò la Battaglia di Maysalun: quando l'artiglieria francese iniziò a superare l'artiglieria siriana, i carri armati francesi iniziarono ad avanzare verso la linea del fronte delle forze in difesa e poi iniziarono i soldati senegalesi, attaccando il lato sinistro dell'esercito siriano, che era composto principalmente da volontari. Alcuni traditori attaccarono l'esercito siriano alle spalle, uccidendo molti soldati e derubando le loro armi. Nonostante tutto, Yusuf al-'Azma non si preoccupò e rimase fermo e determinato.
Yusuf al-'Azma aveva piazzato mine terrestri sulle testate della valle di Alqarn, un corridoio utilizzato dall'esercito francese, nella speranza che quando i carri armati avessero attaccato, le mine terrestri sarebbero esplose. Tuttavia, i traditori avevano già tagliato i cavi della miniera e alcuni di loro vennero catturati durante l'operazione, ma era troppo tardi. Quando i carri armati si avvicinarono, Yusuf al-'Azma diede l'ordine di far esplodere le mine terrestri ma esse non esplosero. Egli le esaminò e vide che la maggior parte di loro era stata disabilitata. Poi sentì un tumulto da dietro e quando si voltò, vide che molti dei suoi soldati e dei volontari erano fuggiti dopo che una bomba era caduta da uno degli aerei. Così afferrò il suo fucile e sparò al nemico fino a quando non venne ucciso.

## La politica del mandato francese

Mappa che mostra gli stati del Mandato francese della Siria e del Libano dal 1921 al 1922

Dopo che la Francia ottenne il controllo su tutti i territori siriani, ricorse alla frammentazione della Siria in diversi stati o entità indipendenti:
- Stato di Damasco (1920).
- Stato di Aleppo (1920).
- Stato alawita (1920).
- Stato del Grande Libano (1920).
- Stato del Gebel Druso (1921).
- Sangiaccato di Alessandretta (1921).

Il territorio siriano settentrionale venne ceduto alla Turchia durante il Trattato di Ankara del 20 ottobre 1921 ed era il limite del confine tra la potenza coloniale e la Turchia.
Per strappare l'unità nazionale del paese ed indebolire la resistenza nazionale al mandato francese, il generale Gouraud ricorse alla politica perseguita dal generale Hubert Lyautey in Marocco: isolare le minoranze religiose ed etniche coese dall'opinione corrente nel paese, con il pretesto di difendere i loro diritti e la loro equità, ed incitare le zone rurali e beduine contro quelle urbane.

## Le cause

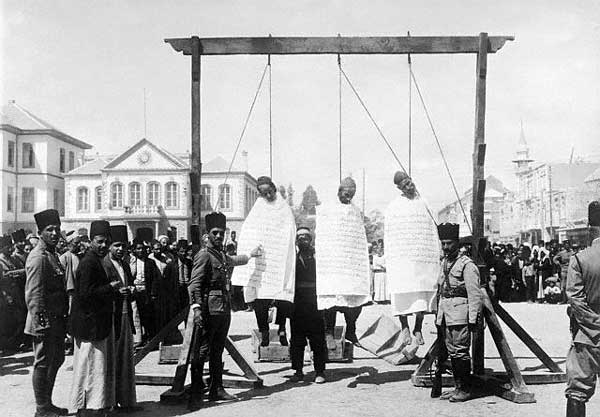
Ribelli siriani impiccati dall'esercito francese, piazza al-Marja

Lo scoppio della rivoluzione ebbe molte ragioni, le più importanti delle quali sono: 
- I siriani rifiutarono l'occupazione francese del loro paese e cercarono la totale indipendenza.
- La lacerazione della Siria in diversi piccoli stati (Aleppo, druso, alawita, Damasco).
- Il grande danno economico arrecato ai mercanti siriani a seguito della politica adottata dai francesi in Siria, dove i francesi dominavano gli aspetti economici e legavano la siriana e la lira libanese al franco francese.
- La dittatura militare praticata dai generali francesi durante il loro mandato. Essi combatterono la cultura araba del paese e cercarono di sostituirla con la cultura francese, nominando i francesi ai vertici.
- L'abolizione delle libertà in Siria e il perseguimento dei nazionalisti e il settarismo provocato, che portarono al malcontento dei siriani.
- Il fallito incontro tra i leader dello Stato del Gebel Druso e l'alto commissario francese in Siria, dove i leader drusi espressero il loro disappunto per la politica del generale francese, Gabriel Carbillet, e chiesero che un altro governatore lo sostituisse. Tuttavia, l'alto commissario l'insultò e li minacciòii di dure punizioni se avessero mantenuto la loro posizione. Di conseguenza, Sultan al-Atrash dichiarò che era necessaria una rivoluzione per raggiungere l'indipendenza.

Secondo il dr. Abd al-Rahman Shahbandar, le ragioni di cui sopra sono le cause remote della rivoluzione. Le ragioni principali sono l'antagonismo del generale Carbillet nei confronti della famiglia Al-Atrash e i tentativi di reprimere la loro influenza ed incarcerare tutti coloro che avevano avuto a che fare con loro, spingendo Sultan al-Atrash a dichiarare una rivoluzione.

## Le richieste
Le richieste più importanti della rivoluzione erano:
1. L'unità del paese siriano con la sua costa e all'interno e il riconoscimento di uno stato arabo siriano completamente indipendente
2. L'istituzione di un governo popolare che riunisse il Congresso Nazionale Siriano per elaborare una legge fondamentale sul principio della sovranità assoluta della nazione
3. Il ritiro delle forze di occupazione dalla Siria e la formazione di un esercito nazionale per mantenere la sicurezza
4. La difesa dei principi della rivoluzione francese e dei diritti umani in libertà, uguaglianza e fraternità.

## La rivoluzione

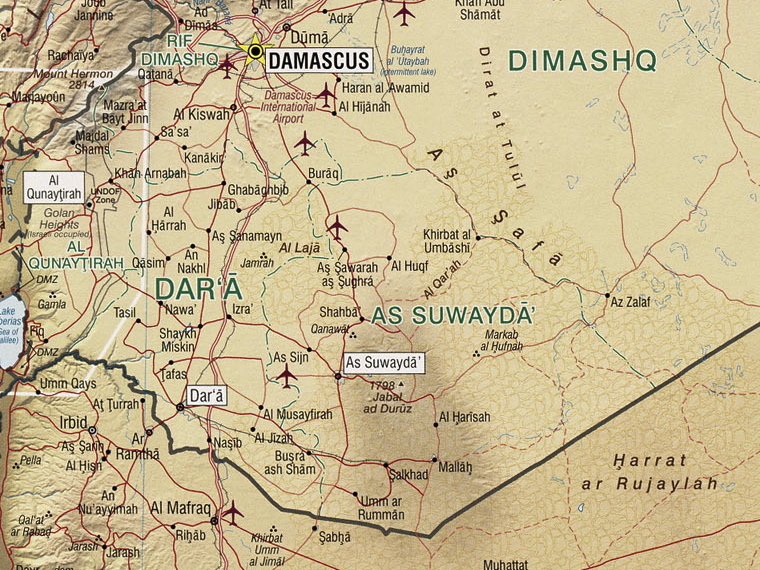
Mappa del Gebel Druso

Il colonnello Catro, inviato dal generale Gouraud sul Gebel Druso, cercò d'isolare i drusi dal movimento nazionale siriano. Il 4 marzo 1921 firmò un trattato con le tribù druse, che stabiliva che il Gebel Druso avrebbe formato una particolare unità amministrativa indipendente dallo Stato di Damasco con un governatore locale ed un consiglio rappresentativo eletto. In cambio del riconoscimento del mandato francese da parte dei drusi, il risultato del trattato nominò Salim al-Atrash primo sovrano dello Stato del Gebel Druso.
Gli abitanti del Gebel Druso non erano a proprio agio con la nuova amministrazione francese e il primo scontro con essa avvenne nel luglio 1922 con l'arresto di Adham Khanjar, che stava arrivando da Sultan al-Atrash portandogli una lettera. I francesi lo arrestarono per il suo coinvolgimento nell'attacco al generale Gouraud ad Hauran, Sultan al-Atrash chiese al comandante francese ad As-Suwayda di consegnargli Adham Khanjar e lui gli rispose che Khanjar era diretto a Damasco. Così Sultan al-Atrash incaricò un gruppo di suoi sostenitori di attaccare il convoglio armato che accompagnava il detenuto, ma i francesi riuscirono a trasferirlo in Libano e il 30 maggio 1923 lo giustiziarono a Beirut.
I francesi distrussero la casa del sultano al-Atrash ad Al Qrayya alla fine di agosto 1922 in risposta al suo attacco alle loro forze, poi Sultan al-Atrash guidò i ribelli drusi per un anno in una guerriglia contro le forze francesi. La Francia portò una grande forza per schiacciare i ribelli, che costrinse Sultan al-Atrash a cercare rifugio in Transgiordania alla fine dell'estate del 1922. Sotto la pressione britannica, il sultano al-Atrash si arrese ai francesi nell'aprile 1923 dopo aver accettato una tregua .

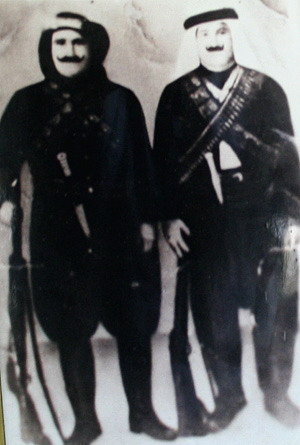
Adham Khanjar (a sinistra) con Sadiq Hamza

Salim Al-Atrash morì avvelenato a Damasco nel 1924; i francesi nominarono il capitano Carbillet governatore dello Stato del Gebel Druso, contrariamente all'accordo con i drusi, dove abusò del popolo e lo espose a lavori forzati ed a persecuzioni e lo mandò in prigione. Egli lavorò anche all'attuazione di una politica di divide et impera incitando i contadini contro i loro signori feudali, in particolare la famiglia Al-Atrash. Ciò portò la popolazione di As-Suwayda a protestare in massa contro le pratiche delle autorità francesi, che accelerarono lo scoppio della rivoluzione.
I drusi erano stufi delle pratiche del capitano Carbillet, che li portarono ad inviare una delegazione a Beirut il 6 giugno 1925 per presentare un documento che richiedeva all'Alto Commissario del Levante, Maurice Sarrail, di nominare un governatore druso del Gebel Druso invece del capitano Carbillet a causa delle sue pratiche contro il popolo dello Stato del Gebel Druso. Alcune di queste pratiche, secondo le memorie di Abd al-Rahman Shahbandar, erano:
1. Assegnare diversi gendarmi a picchiare e umiliare le persone in adempimento dei desideri del capitano Carpier e del suo seguito.
2. Hamed Karkout (del villaggio di Thebeen) venne detenuto per cinque mesi senza motivo né processo; veniva insultato e picchiato al mattino e alla sera.
3. Husayn Kabul (dal villaggio di Kafr al-Lehaf) venne frustato fino a strappargli la pelle perché aveva trascurato di salutare il generale Diocheil quando egli aveva superato la strada principale.
4. Wahba al-Ashmoush venne arrestato ad As-Suwayda e duramente picchiato perché si rifiutava di affittare la sua casa.
5. Il generale Diocheil sparò diversi colpi di pistola contro Mohammed Bey al-Halabi, il direttore del dipartimento di giustizia, e non venne punito per il suo lavoro criminale.
6. Hussein Saddiq venne arrestato ed imprigionato per 15 giorni, per non aver ricevuto il capitano Carbillet, e multato di 25 sterline d'oro per il villaggio perché non lo aveva ricevuto lussuosamente. Questa multa venne inflitta al villaggio di Arman per lo stesso motivo.
7. Fahd Bey Al-Atrash venne arrestato e duramente picchiato senza indagini, sulla base di un semplice racconto di una spia.
8. Imposizione di dieci sterline d'oro come multa ad As-Suwayda per la perdita di un gatto della moglie di un ufficiale della guarnigione francese.

Mappa che mostra la diffusione della grande rivoluzione siriana tra le città siriane

L'alto commissario Sarrail espulse la delegazione dello Stato del Gebel Druso, si rifiutò d'incontrarli e l'informò che dovevano lasciare Beirut rapidamente e tornare nel loro paese o li avrebbe esiliati a Palmira: fu questa la causa diretta dello scoppio della rivoluzione siriana, dove Sultan al-Atrash convocò un incontro ad As-Suwayda. Dimostrazioni si sono svolte in tutto lo stato del Gebel Druso.
Vennero presi contatti con alcuni leader politici di Damasco, guidati da Abd al-Rahman Shahbandar, presidente del Partito Popolare, per consultare e coordinare le posizioni, sebbene il Partito Popolare avesse dichiarato di cercare di realizzare i suoi principi e il suo programma con mezzi leciti. Tuttavia, alcuni dei suoi membri s'impegnarono personalmente con una delegazione del Gebel Druso per innescare la rivoluzione in Siria e cooperare per espellere i francesi dalla Siria e raggiungere l'indipendenza e l'unità.
A quel tempo, era chiaro ad Abd al-Rahman Shahbandar che la Siria era alle prese con la rivoluzione e che il popolo siriano avrebbe ottenuto la libertà e l'indipendenza. Egli iniziò a comunicare con i leader e i notabili delle città siriane per esortarli a ribellarsi contro il colonialismo francese, motivò i loro sentimenti nazionali e chiese loro d'iniziare una lotta armata per l'indipendenza. L'obiettivo di Shahbandar era quello di disperdere geograficamente le forze francesi per indebolire la loro forza ed alleviare la pressione dalla capitale Damasco e dal Gebel Druso.
Per raggiungere questo obiettivo, Abd al-Rahman Shahbandar comunicò con il leader Ibrahim Hananu nella regione settentrionale. Egli fu uno dei primi ritardatari contro le forze coloniali francesi nel 1920. Le operazioni dei ribelli nella regione settentrionale durarono fino al 15 aprile 1926. Una delle battaglie più importanti che ebbero luogo in questo periodo fu la battaglia di Tel Ammar, che fu tra le ultime battaglie della rivoluzione in quella regione.

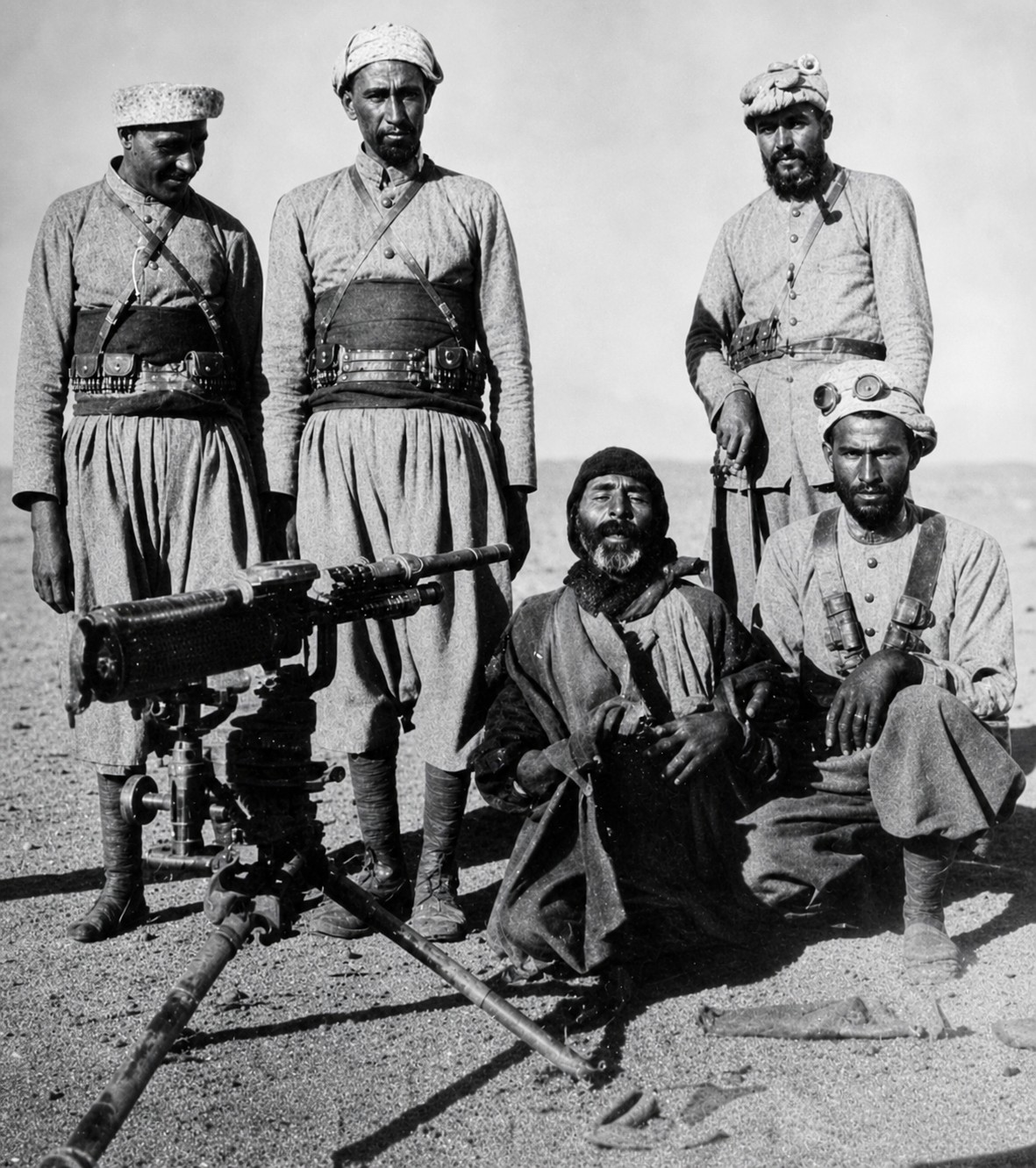
Il momento dell'esecuzione di uno dei rivoluzionari di Deir el-Zor nel 1925 durante l'occupazione francese

Shahbandar incontrò anche il leader Mohammed Al-Ayyash a Damasco e concordò con lui di estendere la rivoluzione alla regione orientale. Mohammed Al-Ayyash fu in grado di formare gruppi rivoluzionari per colpire le forze francesi a Deir el-Zor ed i ribelli riuscirono a portare a termine attacchi contro le forze francesi. Uno di questi fu l'uccisione di ufficiali francesi nell'area di Ain Albu Gomaa sulla strada tra Deir el-Zor e Raqqa.
A seguito dell'operazione, gli aerei francesi bombardarono i villaggi della città; fu un bombardamento orribile e devastante in cui le case vennero distrutte sulla testa di bambini e donne, venne ucciso il bestiame e bruciate fattorie e raccolti, alcuni civili vennero uccisi. Molti vennero feriti dai proiettili e dalle schegge dei bombardamenti.
I rivoluzionari vennero processati ad Aleppo e nell'agosto 1925, l'alto commissario francese a Beirut, Maurice Sarrail, emanò la Decisione n. 49S/5, che ordinava l'esilio di tutti i membri della famiglia Ayyash Al-Haj nella città di Jable, Mahmoud Al-Ayyash (Abu Stita) e 12 dei suoi compagni vennero condannati a morte. L'esecuzione venne eseguita dal plotone di esecuzione il 15 settembre 1925 nella città di Aleppo. Mohammed Al-Ayyash venne condannato a 20 anni di reclusione nella città di Tartus sull'isola di Arwad.
Poco dopo, mentre la famiglia Ayyash Al-Haj viveva a Jable, le autorità francesi assassinarono Ayyash Al-Haj in un caffè fuori città avvelenandogli il caffè ed impedirono il trasferimento del suo corpo a Deir el-Zor per motivi di sicurezza pubblica. Venne sepolto a Jable, nel cimitero della Moschea del Sultano Ibrahim ibn Adham, dove le preghiere assenti tenevano per lo spirito di questo martire mujahid in tutte le città siriane.
Abd al-Rahman Shahbandar era in contatto con il comandante Fawzi al-Qawuqji, che si stava preparando ad organizzare la rivoluzione nella città di Hama. Tuttavia, era noto per la sua intensa lealtà ai francesi. Nonostante ciò, ricevette nel loro esercito un alto grado ed una posizione (il comando dell'esercito nazionale ad Hama) raramente ricoperta da altri siriani. Tuttavia, secondo le memorie di Shahbandar, Al-Qawuqji era sconvolto dall'umiliazione degli anziani e degli studiosi di Hama, dalla divisione del paese, dalle nomine improprie a posizioni elevate, dall'aumento delle tasse sulle persone e dall'agitazione di conflitti settari tra il popolo siriano.

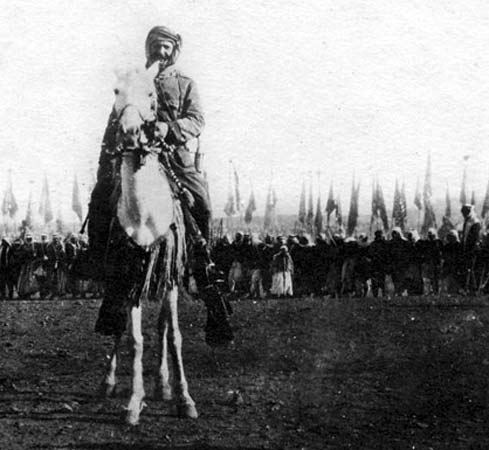
Sultan al-Atrash, leader della rivolta, a cavallo

Il 4 ottobre 1925, Al-Qawuqji dichiarò una rivoluzione ad Hama e dintorni. Avrebbe quasi conquistato la città se non fosse stato per i pesanti bombardamenti dei quartieri popolari. Andò nel deserto per provocare le tribù contro i francesi ed alleviare la pressione sui ribelli in altre regioni; ottenne significative vittorie sulle truppe, sulle guarnigioni e sulle caserme francesi ed inflisse loro pesanti perdite; il Consiglio Nazionale Rivoluzionario gli affidò anche la guida della rivoluzione nella regione di Ghuta e gli conferì ampi poteri.
L'11 luglio 1925, l'alto commissario francese Maurice Sarrail inviò una lettera segreta al suo delegato a Damasco chiedendogli di convocare alcuni dei capi del Gebel Druso con il pretesto di discutere con loro le loro richieste, di arrestarli ed esiliarli a Palmira e ad Al-Hasaka. Ciò venne fatto e Uqlat al-Qatami, il principe Hamad al-Atrash, Abdul Ghaffar al-Atrash e Naseeb al-Atrash vennero esiliati a Palmira, mentre Barjas al-Homoud, Hosni Abbas, Ali al-Atrash, Yusuf al-Atrash ed Ali Obaid vennero esiliati ad Al-Hasaka.
Come risultato delle politiche e delle pratiche francesi, Sultan al-Atrash dichiarò la rivoluzione il 21 luglio 1925, trasmettendo una dichiarazione politica e militare che invitava il popolo siriano a ribellarsi contro il mandato francese.

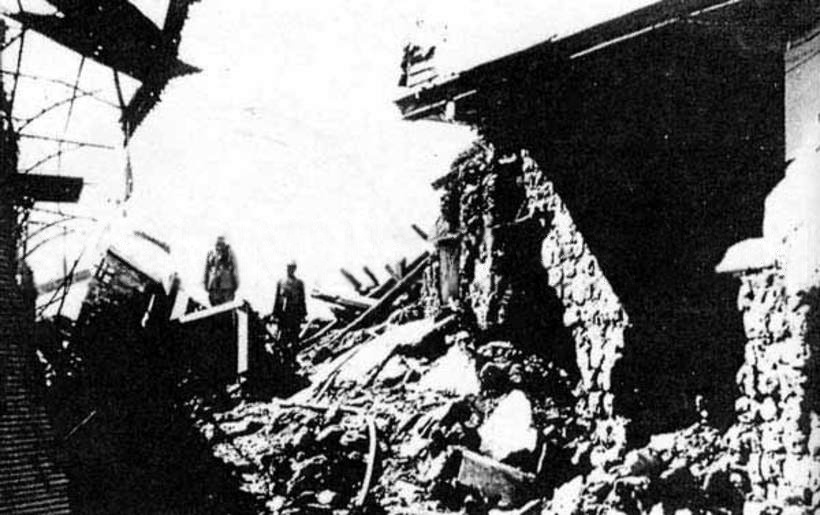
La casa di Nasib al-Bakri dopo la sua distruzione da parte dei francesi durante la grande rivoluzione siriana del 1925

Al-Atrash iniziò attacchi militari contro le forze francesi, bruciò la sede della Commissione francese a Salkhad, la seconda città più grande della montagna dopo As-Suwayda, e la occupò. All'inizio di settembre 1925, Atrash attaccò una forza francese nella città di Al-Kafr sotto il comando del capitano Norman e uccise la maggior parte dei soldati, dove il numero dei ribelli non superava i duecento mentre il numero dei soldati superava duecentosessanta, compreso un gran numero di ufficiali francesi. Rimasero uccisi 40 ribelli, tra cui Mustafa Atrash fratello di Sultan al-Atrash.
Sarail era determinato a sconfiggere le sue truppe ed ordinò una vasta campagna per disciplinare i ribelli, che includeva più di 5 000 soldati, guidati dal generale Michaud, equipaggiati con i migliori e più recenti carri armati ed aerei militari. Il primo giorno di agosto 1925, la campagna si scontrò con le forze ribelli nella città di Izra; il numero dei rivoluzionari era di circa tremila. I ribelli vennero sconfitti nella battaglia: non appena venne la sera, i ribelli attaccarono la retroguardia delle forze francesi, dove vennero sequestrate munizioni e rifornimenti, ed uccisero molti soldati francesi.
La mattina seguente, da As-Suwayda arrivarono 117 uomini che si unirono ai 400 ribelli di Majdal Shams, Najran, Salim e di altri villaggi vicini. Essi si scontrarono con le forze francesi nel villaggio di Al-Mazra'a, dove le forze francesi vennero annientate. Solo circa 1 200 soldati fuggirono alla ferrovia nel villaggio di Izra per salire sul treno diretto a Damasco. Hamad al-Barbour, il braccio destro di Sultan al-Atrash, rimase ucciso.

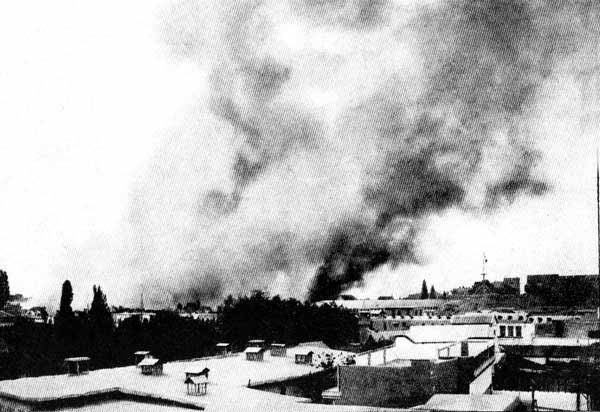
Damasco in fiamme dopo che l'alto commissario Maurice Sarrail diede l'ordine di bombardare la città

Il 20 agosto 1925, il Partito Popolare inviò una delegazione per incontrare Sultan al-Atrash e discutere l'adesione di Damasco alla rivoluzione; la delegazione comprendeva Tawfiq al-Halabi, Assad al-Bakri e Zaki al-Droubi. La presenza della delegazione coincise con la presenza del capitano Reno, che stava negoziando con i ribelli per conto delle autorità francesi per concludere un trattato di pace, e la delegazione del Partito Popolare riuscì a convincere i ribelli a non firmare il trattato. Alla fine di agosto 1925, i leader del Partito Popolare, tra cui Abd al-Rahman Shahbandar, incontrarono Sultan al-Atrash nel villaggio di Kafr al-Lehaf ed accettarono di mobilitare cinquecento ribelli per attaccare Damasco da tre assi, ma Al- Atrash non poteva mobilitare questo numero. Le forze militari che il generale Ghamlan iniziò a mobilitare lungo la ferrovia ad Horan portarono i capi ribelli ad abbandonare il piano di attacco a Damasco e a dedicarsi alla campagna francese.
I ribelli decisero di marciare verso il villaggio di Al-Musayfira per affrontare la nuova campagna francese. Il 17 settembre 1925 lanciarono un attacco notturno contro le truppe francesi ivi acquartierate e la vittoria sarebbe stata loro se non fosse stato per l'intervento di aerei francesi che li costrinsero alla ritirata. Le vittime francesi furono più di 900 soldati, oltre a distruggere molte attrezzature e veicoli, mentre i ribelli persero meno di 200 combattenti. Poi ci furono battaglie tra i ribelli e le forze francesi in ritirata verso As-Suwayda che vennero costretti, dopo una temporanea occupazione della città a ritirarsi, dopo che il comando rivoluzionario decise di estendere il suo raggio d'azione a nord per alleviare la pressione sul Gebel Druso.
Il 4 ottobre 1925, Fawzi al-Qawuqji guidò i ribelli ed i beduini della tribù Mawali dentro e intorno a Ma'arrat al-Nu'man. Avrebbe preso Hama, se non fosse stato per l'intervento degli aerei francesi e l'impegno dei vertici della città alla neutralità. Essi aspettarono nelle loro case per vedere il risultato della rivoluzione. Se avesse avuto successo sarebbero stati i suoi fondatori, se avesse fallito si sarebbero tenuti lontani dalle sue conseguenze. Ciò non significò che la rivoluzione di Hama non avesse dato frutti, anzi, portò alla ritirata delle forze francesi dalla città di As-Suwayda su richiesta dell'alto commissario francese Sarrail per sostenere la guarnigione francese nella città di Hama.
La rivoluzione si estese alla ghuta di Damasco e ci furono feroci battaglie tra i ribelli guidati da Hasan al-Kharrat ed i francesi. Le prime battaglie furono nel villaggio di Al Mleha, o quella che i ribelli chiamarono la prima battaglia di Al-Zour, in cui vennero uccisi diversi soldati francesi. Il 18 ottobre 1925, i ribelli entrarono a Damasco, guidati da Nasib al-Bakri, vennero raggiunti dai ribelli di Al-Shaghur e dai ribelli di Bab al-Salam guidati da Hasan al-Kharrat. I ribelli rimasero per quattro giorni, schiacciando tutti i soldati nelle barricate del quartiere di Al-Shaghur e di Al-Midan, e i soldati francesi vennero costretti a rifugiarsi nella Cittadella di Damasco con le loro famiglie.
Sarrail ordinò alle sue truppe di bombardare Damasco con l'artiglieria dalla Cittadella di Damasco, che distrusse più di 600 case, e i soldati francesi saccheggiarono magazzini e negozi. I ribelli decisero di rapire il generale Sarrail dopo aver appreso che era venuto a Damasco per visitare il Palazzo Azm, quindi entrarono in città dal lato di Al-Shaghur e arrivarono al palazzo, ma Sarrail lo aveva lasciato in fretta. I ribelli si scontrarono con i soldati francesi e presero fuoco nel palazzo per la ferocia della battaglia. I combattimenti tra i ribelli ghuta e le forze francesi continuarono: la seconda battaglia di Al-Zour ebbe luogo il 17 novembre 1925, la battaglia di Yalda e Bab Bila il 19 novembre 1925, la battaglia di Hamura il 17 dicembre 1925 e la battaglia di Al-Nabek il 14 e 15 marzo 1926.

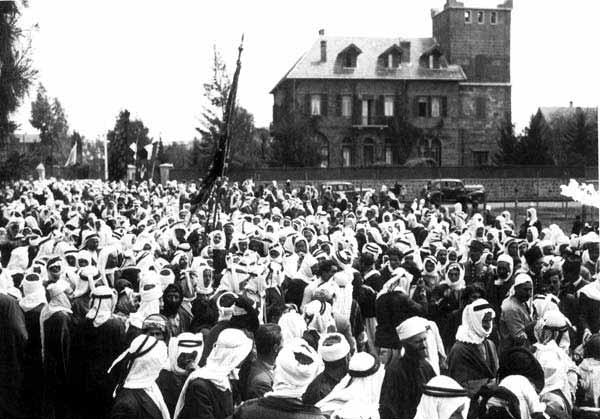
I drusi ad As-Suwayda danno il benvenuto a Sultan al-Atrash e ad altri ribelli dall'esilio nel 1937

Alla fine di ottobre 1925, i ribelli del Gebel Druso si radunarono nel nord di Almeqren e poi marciarono verso ovest, occupando la regione di Alblan e poi la città di Hasbaya senza alcuna resistenza da parte della guarnigione francese, il cui capo preferì ritirarsi quando seppe dell'arrivo dei ribelli. I ribelli si recarono quindi nella città di Rashaya dopo aver appreso che si era svolta una battaglia decisiva tra i drusi della città e la sua guarnigione francese e, dopo pesanti combattimenti, riuscirono ad entrare nel suo castello e ad occuparlo.
Mentre la rivoluzione si estendeva i ribelli siriani entrarono nella fase di logoramento e soffrivano di una mancanza di munizioni e rifornimenti, aiutando le forze francesi ad assediarli e a stringere le viti su di loro portando più truppe di supporto. Al-Atrash rifiutò di arrendersi ai francesi e venne condannato a morte. Fu costretto, con un gruppo di ribelli, a fuggire ad Azraq, nell'emirato della Giordania orientale, ma gli inglesi non permisero loro di rimanere a lungo, così fuggirono a Wadi al-Sarhan e ad al-Nabek nel nord dell'Arabia Saudita, poi ad Al-Karak in Giordania.
Sultan al-Atrash e i suoi compagni tornarono a casa dopo che la Francia emise un'amnistia globale per tutti i ribelli in seguito alla firma del Trattato di indipendenza franco-siriano nel 1936. Al-Atrash e i suoi compagni vennero ricevuti a Damasco il 18 maggio 1937 con grandi festeggiamenti pubblici.

## Conseguenze

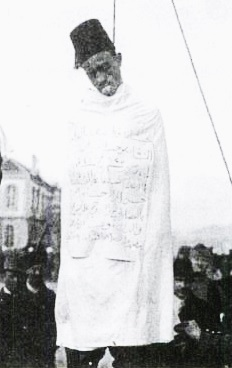
Il comandante ribelle Fakhri al-Kharrat, figlio di Hassan al-Kharrat, impiccato dai francesi nel gennaio 1926

La rivoluzione ottenne grandi risultati nella lotta nazionale e nella ricerca della completa indipendenza dalla Francia. I più importanti di questi risultati furono:
1. Queste grandi mosse destabilizzarono notevolmente la politica dei francesi in Siria, che si convinsero pienamente che il popolo siriano non avrebbe ceduto e che doveva essere istituito un governo nazionale siriano che si arrendesse alla volontà del popolo e alla sua grande rivoluzione. Si convinsero anche pienamente della necessità di lasciare la Siria e concederle la completa indipendenza. Il rappresentante Sixt Quantin propose di restituire la Siria e il Libano alla custodia della Società delle Nazioni per sbarazzarsi del sangue versato su di loro e delle spese. La sua proposta ottenne duecento voti su quattrocentottanta voti.
2. La rivoluzione portò alla resurrezione del movimento che chiedeva l'istituzione di un governo reale in Siria, poiché i sostenitori di questo progetto lo vedevano come l'unica garanzia per l'istituzione di una cooperazione sincera e continua per l'attuazione del Mandato. Ali bin Al Hussein era il candidato a questo trono, ma il progetto fallì a causa del rifiuto dei siriani.
3. La rivoluzione costrinse la Francia a riunificare la Siria dopo averla divisa in quattro stati (Damasco, Aleppo, alawita e Gebel Druso).
4. La Francia venne costretta ad accettare di tenere elezioni in cui vinse l'opposizione nazionale, guidata da Ibrahim Hananu e Hashim al-Atassi.
5. La Francia venne costretta ad attuare riforme amministrative rimuovendo il suo alto commissario e i suoi ufficiali militari in Siria e nominando loro sostituti, come accadde, ad esempio, con l'alto commissario Sarail dopo che i rivoluzionari avevano attaccato Qasr al-Azm a Damasco, quindi stabilì un nuovo delegato civile, de Jouvenel.
6. La Francia venne costretta ad inviare i suoi leader più importanti nella prima guerra mondiale, come il generale Gamelin, dopo la crescente forza dei rivoluzionari e le loro vittorie.
7. La rivoluzione aprì la strada all'uscita definitiva dei francesi dalla Siria nel 1946, mentre la lotta continuava nella sua forma politica.
8. Damasco venne bombardata dall'aria per 24 ore consecutive e alcuni villaggi nel Gebel Druso vennero svuotati dei loro abitanti a seguito della loro distruzione e del loro incendio.
9. La rivoluzione fu una vittoria della coscienza nazionale e patriottica sul regionalismo e sul settarismo, poiché gli slogan più importanti lanciati dal suo leader erano una religione per Dio e la patria per tutti.

## Memoriale della grande rivoluzione siriana
L'edificio della Grande Rivoluzione Siriana si trova nella città di Al-Qurayya, 15 chilometri (9,3 mi) a sud della città di As-Suwayda, luogo di nascita del leader della rivoluzione, Sultan al-Atrash. La costruzione dell'edificio iniziò nel 1987, venne inaugurata nel 2010 con una superficie di 6,200 metri quadri (66,74 ft²), e prevedeva la costruzione dell'edificio e dei suoi annessi su un'area di 2 800 metri quadri (30 000 ft²). La costruzione dell'edificio venne costituita nella sua sezione al suolo dall'edificio del Museo Generale della Grande Rivoluzione Siriana, che è considerato una testimonianza vivente delle gesta e dell'eroismo dei rivoluzionari di fronte al colonialismo francese.
Accanto al museo si trova al centro dell'edificio una sala centrale che ospita i resti del comandante in capo della Grande Rivoluzione Siriana, il Mujahid Sultan al-Atrash, oltre a un panorama a mosaico che incarna le battaglie della rivoluzione e dipinti che documentano i nomi delle battaglie e dei martiri che vi furono uccisi, oltre ad una sala amministrativa, una biblioteca e un museo speciale per il comandante in capo contenente l'abito arabo, il suo completo, il mantello, il vestito, il panciotto, la giacca, il cappello, le armi e l'equipaggiamento militare, tra cui un fucile militare, una mitragliatrice che usava, un fucile da caccia, quattro mitragliatrici, un fucile francese, una cintura di cuoio per immagazzinare i proiettili, un bastone a forma di spillo e alcuni proiettili, oltre all'Ordine Nazionale del Cedro che gli è stato conferito, oltre a due spade francesi, una delle quali appartiene a un leader della campagna, il generale Norman, un fodero per la terza spada, due telefoni da campo, una pistola di segnalazione, tre proiettili, un detonatore, una mitragliatrice e segnalini aerei.